# Assunpink Creek
Der Assunpink Creek ist ein Nebenfluss des Delaware River im Westen von New Jersey in den Vereinigten Staaten von Amerika. Der Name Assunpink leitet sich von der indianischen Sprache der Lenni Lenape ab. Ahsën'pink bedeutet „steiniger, nasser Ort“.

## Flussverlauf
Der Fluss entspringt im ländlichen Gebiet von Monmouth County, ungefähr 1 Meile (ca. 1,6 km) nördlich von Clarksburg. Der Fluss fließt in westlicher Richtung und erreicht die Assunpink Wildlife Management Area, wo er zum Rising Sun Lake aufgestaut wird. In seinem weiteren Verlauf erhält er einen südlichen, namenlosen Zufluss und wird anschließend erneut zum Assunpink Lake gestaut. Beide Seen liegen in einem bekannten Fischfanggebiet.
Unterhalb des Assunpink Lake verläuft der Fluss weiter in Richtung Mercer County. New Sharon Branch, ein Nebenarm des Flusses, erreicht den Assunpink Creek südlich von „Carsons Mills“. Der Fluss ändert seinen Lauf jetzt nach Nordwesten und verlässt das Gebiet des Wildlife Managements. Weiter nordwestlich erreicht er den „Central Mercer County Park“ und erhält einen weiteren Zufluss durch den Bridegroom Run. Nach einer weiteren Verlaufsänderung in Richtung Westen, wird er wieder gestaut und bildet den Mercer County Lake. Eine kleine „Wildlife Management Area“, die „Van Nest Refuge“ befindet sich in der Nähe des Dammes. Im weiteren Verlauf fließt der Creek unter der Interstate 295 durch, ändert seinen Lauf südwestlich, parallel zum Raritan and Delaware Canal. Ab hier durchfließt er stark bebautes Gelände und ein weiterer Fluss, der Miry Run fließt zu. Nunmehr kanalisiert passiert er die Trenton Rail Station und mündet in Trenton im Delaware River.

## Geschichte
Während des Amerikanischen Unabhängigkeitskrieges wehrten am Ufer des Assunpink Creeks die amerikanischen Truppen unter dem Kommando von George Washington erfolgreich britische und hessische Angriffe ab. Die Kampfhandlungen sind als "Schlacht am Assunpink Creek" oder auch Zweite Schlacht von Trenton bekannt.